# Saint-Perreux

Saint-Perreux este o comună în departamentul Morbihan, Franța. În 1 ianuarie 2022 avea o populație de 1.049 de locuitori.